# 印度残齿藓
印度残齿藓（学名：Forsstroemia indica）为隐蒴藓科残齿藓属下的一个种。种名indica意为印度的。